# Custom Robo V2
Custom Robo V2 (カスタムロボV２ Kasutamu Robo Vitsū?) es un juego de lucha de robots para la Nintendo 64. Fue lanzado en 2000 únicamente en Japón. Se efectuó un lanzamiento para la Virtual Console en febrero de 2008 para Japón, pero se desconoce si Norteamérica o Europa tendrán un lanzamiento, como en el caso de Sin and Punishment . Es el segundo título de la saga Custom Robo. Es también el primer juego de la saga en permitir jugar hasta a cuatro jugadores, en vez de solo a dos.

## Sistema de juego
El sistema de batalla de Custom Robo V2 es muy similar al del primer juego, salvo por el hecho de que es una versión actualizada de este último, el que también es usado en juegos Custom Robo 3D posteriores.
El objetivo principal del juego es finalizar la historia tras coleccionar cada uno de los Custom Robos, las partes para batalla y otras cosas útiles para el jugador, mientras se gana cada batalla que hace al jugador avanzar dentro de la historia. En las batallas Custom Robo, el objetivo es reducir los puntos de energía del oponente de 1000 a 0 al usar distintos Custom Robos, armas, bombas y otros ataques. Las batallas comienzan con el Custom Robo del jugador siendo lanzado por un Robocannon que es controlado por las flechas de dirección del mando. Existen seis maneras en las que un Custom Robo puede aterrizar luego de ser lanzado por un Robocannon. Los Custom Robos se ordenan en grupos que son similares a sus habilidades. Existen dos vistas dentro de una batalla. La vista normal es la vista en la que la cámara permite al jugador ver a ambos Custom Robos. La vista trasera es la vista en la que el jugador puede ver la parte trasera de su Custom Robo. Se pueden cambiar las vistas al presionar el botón Select durante una batalla. La barra de resistencia se encuentra sobre los puntos de energía del jugador. Una vez que está barra se acaba, el Custom Robo del jugador queda "derribado", lo que significa que permanecerá caído por algunos segundos. Luego de que se levanta, el Custom Robo entra al modo "renacimiento", donde permanece invencible por 3 segundos. Si el jugador pierde repetidamente la misma batalla, el juego ofrece la opción de reducir la energía inicial del oponente, haciendo más fácil la batalla. Si el jugador sigue perdiendo, el grado de ventaja ofrecido se incrementa.

## Recepción
- IGN - 8.3/10
- GameSpot - 8.1/10

Custom Robo V2 vendió 62.558 copias durante su primera semana de ventas en Japón.

## Otras apariciones
- Algunos Custom Robos de este juego (incluyendo a Ray Mk II) aparecen posteriormente en Super Smash Bros. Melee como trofeos. Algunos de ellos también aparecen en el juego más reciente de la saga Custom Robo, Custom Robo Arena.